# 植物繁殖
植物為了延續後代，因此要生生不息不斷的繁衍後代，此過程中可以有性繁殖或無性繁殖兩大類方式進行。有性生殖由融合產生的後代配子，產生的後代從父或父母的基因不同。無性繁殖利用植物根、莖、葉等營養器官來繁殖，遺傳上相同的親本植物，除非发生突变。在种子植物中，后代可以包装在被用作传播的媒介在保护性种子里。

## 無性繁殖
無性生殖是指生物體不通過生殖細胞的結合，也就是不經由減數分裂來產生配子，直接由母體細胞分裂後產生出新個體的生殖方式。主要分為孢子繁殖、分裂生殖、出芽生殖、斷裂生殖和營養器官繁殖等。這種生殖的速度通常都較有性生殖快很多。但是，行這種生殖方式的生物常常會因為其後代無法適應新環境而滅絕，這也是行無性生殖的缺點之一。

## 有性生殖

### 有性繁殖的歷史
不像動物，植物是不動的，並且不能自己找性伴侶。植物利用水和風運輸精子。
 

#### 開花植物

##### 授粉

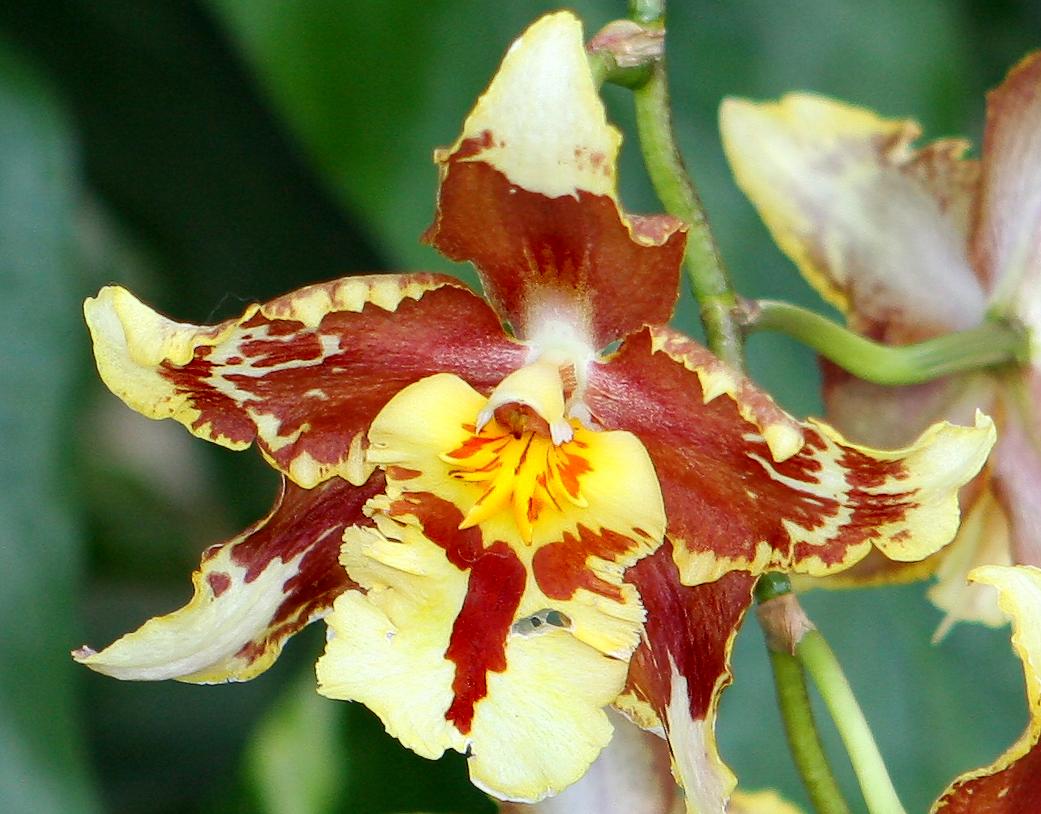
蘭花的花

植物有許多不同的手段來吸引授粉，包括顏色、氣味、蜜腺、食用花粉和花的形狀。 沿著與涉及上述結構的修改的其他兩個條件起到開花植物的有性繁殖非常重要的作用，首先是開花的定時，另一個是大小或產生花數。 通常植物種類有幾個大的，非常艷麗的花朵，而其他產生許多小花朵，往往花集合在一起，大花序最大限度地發揮其視覺效果，變得更加明顯吸引路過傳粉者。

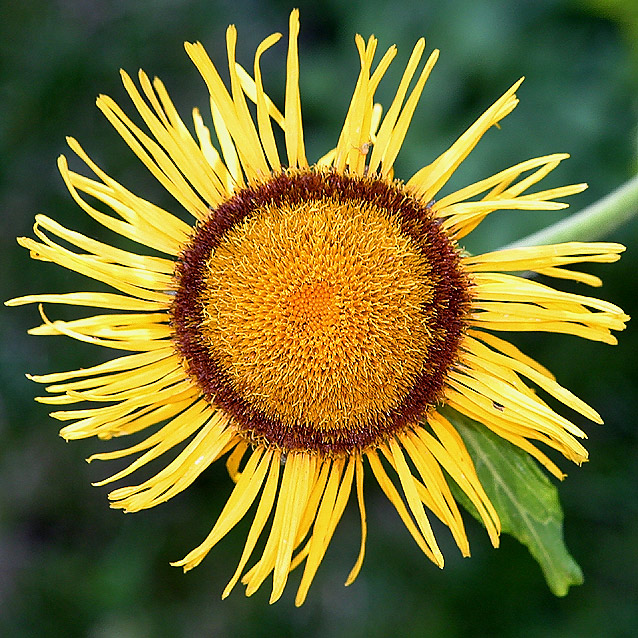
花頭顯示盤和舌狀花。

開花植物的最大家族是蘭花（ 蘭科 ），由一些專家估計包括多達35,000種，這往往具有高度專業化的花朵吸引特定昆蟲授粉，花的形狀會迫使花粉黏在昆蟲上。 有些蘭花們更是高度專業化，花的形狀模仿昆蟲的形狀以吸引他們，有些甚至有模仿昆蟲氣味。

#### 蕨類植物
蕨类植物通常会产生带有根茎，根和叶二倍体的大型孢子;和生殖力的叶子称为孢子囊，孢子被产生。

#### 苔蘚植物
苔蘚植物， 是非維管植物中的有胚植物：它們有組織器官以及封閉的生殖系統，但缺少運輸水分的維管束。它們沒有花朵也不製造種子，而是經由孢子來繁殖。

## 性形態
許多植物已經進化複雜性生殖系統，這是在它們的繁殖器官的不同組合來表示。 普遍是單獨雄花和雌花的植物，有的同一植株存在雄花和雌花。一些植物取決於環境條件的時間因素而改變其形態的表達。植物形態性也有些物種的不同種群內變化。

## 外部連結
- Simple Video Tutorial on Reproduction in Plant （页面存档备份，存于）